# Pohlia pseudobarbula
Pohlia pseudobarbula là một loài Rêu trong họ Bryaceae. Loài này được (Thér.) H.A. Crum ex A.J. Shaw miêu tả khoa học đầu tiên năm 1982.